# باتريك باور (مغني أوبرا)
باتريك باور (بالإنجليزية: Patrick Power)‏ هو مغني أوبرا نيوزيلندي، ولد في 6 يونيو 1947.